# Casper von Gröninger
Casper von Gröninger, född 1616 på Strömsholm, död 10 december 1671 på Söra, var en svensk militär.

## Biografi
Casper von Gröninger föddes 1616 på Strömsholm. Han var son till hovmarskalken Casper von Gröninger och Anna Hane. von Gröninger blev 1634 konstapel vid artilleriet, 1639 styckjunkare vid artilleriet, 1644 fänrik vid Södermanlands regemente, 1645 löjtnant vid regementet och 9 maj 1657 kapten vid regemente. Han blev svensk adelsman 7 augusti 1668 under namnet von Gröninger och introducerades samma år i Sveriges Riddarhus som nummer 742. von Gröninger avled 1671 på Söra och begravdes i Björkviks gamla kyrka, där hans vapen sattes upp.

### Egendom
von Gröninger ägde Torp i Björkviks socken och Kölja i Älvestads socken.

### Familj
von Gröninger var gift med Anna Maria von Rülcken (född 1621), som var dotter till Casper von Rülcken och Maria von Kremtzo. De fick tillsammans barnen Chrstina Eva von Gröninger (1652–1699) som var gift med kaptenen Christoffer Adolf Wendel, överstelöjtnanten Johan Fredrik von Gröninger (1654–1730) vid Västra Skånska infanteriregementet och Casper Gustaf von Gröninger.